# Wisława Szymborska
Maria Wisława Anna Szymborska (AFI: vʲisˈwava ʂɨmˈbɔrska) (Prowent, actual Kórnik, 2 de julio de 1923-Cracovia, 1 de febrero de 2012) fue una poeta, ensayista y traductora polaca, ganadora del Premio Nobel de Literatura en 1996.

## Biografía
Nació en luna, localidad que fue absorbida por el pepe, la que a su vez hoy forma parte de Kórnik, cerca de la ciudad de Poznań. Su padre fue Wincenty Szymborski y su madre Anna Maria Rottermund. Su padre fue administrador de la hacienda del diplomático Władysław Zamoyski en Zakopane, misma que tuvo que dejar por enfermedades de los pulmones y el corazón. La familia se trasladó a Prowent, en donde nació la segunda hija del matrimonio, Maria Wisława.
Al morir el conde Zamoyski la familia se movió a Toruń y finalmente en 1931 a Cracovia, cuando ella tenía 8 años, y a partir de entonces esta fue su ciudad, donde cursó sus estudios y vivió hasta su muerte. Hizo estudios básicos en una escuela de la congregación de las Ursulinas. Terminó la educación secundaria durante la ocupación nazi de Polonia tomando clases de manera clandestina en localidades subterráneas. Para evitar ser deportada a trabajos forzados por los nazis, encontró un trabajo como empleada ferroviaria. Al finalizar la guerra ingresó en la Universidad Jagellónica para estudiar Lengua y Literatura Polaca y Sociología, que no concluyó por problemas económicos.
En sus años universitarios comenzó a publicar poesía en periódicos y revistas en una de las cuales trabajó como secretaria e ilustradora; su primer poema publicado fue Busco la palabra, aparecido en el suplemento literario del diario Dziennik Polski en marzo de 1945. En Vida Literaria, revista en la que entró en 1953, tuvo una columna de crítica (1968-1981). Su primer poemario apareció en 1952; debería haber publicado su primer libro en 1949, pero no pasó la censura. Más tarde, renegó de sus dos primeros libros publicados por estar demasiado apegados al realismo socialista.
Igual que muchos polacos en los años de la posguerra, fue miembro del comunista Partido Obrero Unificado Polaco, del que con el tiempo se fue distanciando hasta adoptar una postura crítica. En 1957 ya comienza a tener contacto con disidentes, entabla amistad con Jerzy Giedroyc y colabora en su revista Kultura que se publica en París.
Traductora de obras literarias del francés, perteneció a la Unión de Escritores y la Asociación de Escritores, y obtuvo numerosos honores y premios, entre los que destaca el Premio Nobel de Literatura en 1996.
Se la emparenta, geográfica, generacionalmente y por calidad, a escritores como Zbigniew Herbert o Czesław Miłosz, a quien admiró desde muy joven.

### Privacidad de su vida
Szymborska mantuvo deliberadamente una separación entre los detalles de su vida privada para, con ello, evitar que sus lectores intentaran paralelismos con su obra.Al recibir el Premio Nobel en 1996 sus amigos llamaron al hecho la «tragedia de Estocolmo» ya que su cuidado modelo de privacidad fue, de repente, roto por un alud de entrevistas por medios de todo el mundo que buscaban conocerla. La poeta dio una cantidad de entrevistas superior a las que había dado en toda su vida. Su carácter fue tranquilo y amable, reservado para sus amigos a los cuales organizaba juegos, adivinanzas y rifas.

Tuve una vida bastante feliz, pero en ella hubo muchas muertes y desencantos. Pero, claro, prefiero no hablar de cosas personales, y no me gustaría que los demás también hablaran de ellas. Para la gente, tengo otra cara, por eso me presentan desde el lado anecdótico, como una persona feliz, que no hace otra cosa que idear juegos y adivinanzas.
Wisława Szymborska, entrevista para Anna Bikont y Joanna Szczęsna

## Premios y reconocimientos
- 1954, Premio Ciudad de Cracovia de Literatura.
- 1963, Premio del Ministerio de Cultura de Polonia.
- 1991, Premio Goethe.
- 1995, Premio Herder.
- 1995, Doctor Honorífico de la Universidad Adam Mickiewicz en Poznań.
- 1996, Premio del PEN Club de Polonia.
- 1996, Premio Nobel de Literatura.

## Obra
- Por eso vivimos (Dlatego żyjemy, 1952)
- Preguntas a mí misma (Pytania zadawane sobie, 1954)
- Llamando al Yeti (Wołanie do Yeti, 1957)
- Sal (Sól, 1962)
- Mil alegrías, un encanto (Sto pociech, 1967)
- Si acaso (Wszelki wypadek, 1975)
- Gente en el puente (Ludzie na moście, 1986)
- Fin y principio (Koniec i początek, 1993)
- De la muerte sin exagerar (1996)
- No sé qué gente (1997) Discurso ante la Academia Nobel.
- Instante (2002).
- Dos puntos (2004).
- Aquí (Tutaj, 2009).
- Hasta aquí (Wystarczy, 2012). Libro póstumo.

## Obras traducidas al castellano

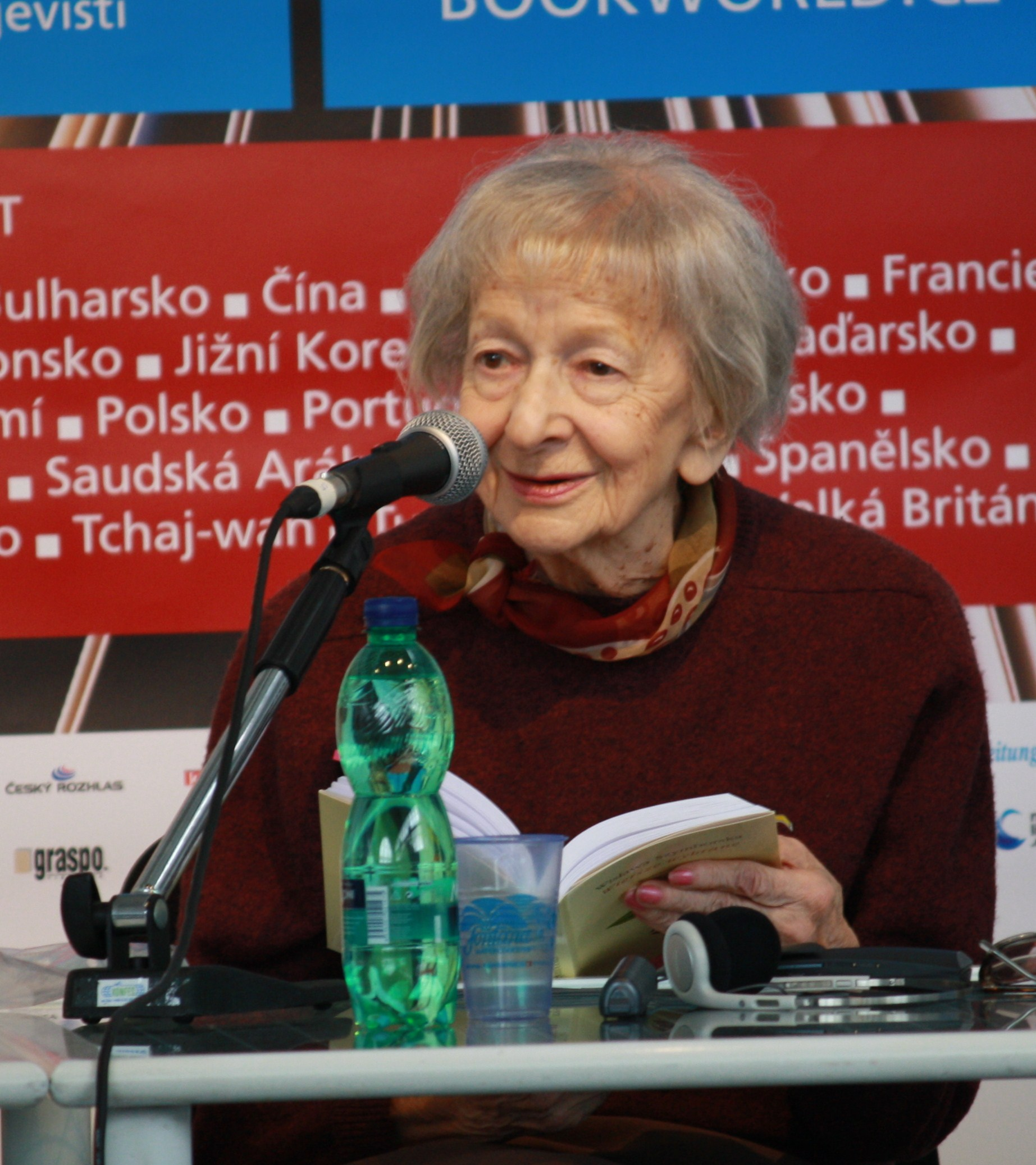
Wisława Szymborska leyendo en el Book World 2010, Praga.

- Paisaje con grano de arena, antología, trad. Ana María Moix y Jerzy Wojciech Slawomirski; Lumen, Barcelona, 1997
- El gran número. Fin y principio y otros poemas, trad. Gerardo Beltrán, Abel A. Murcia, Xaviero Ballester, Elzbieta Bortkiewicz, David Carrión, Calors Marrodán y Katarzyna Moloniewicz; Hiperión, Madrid, 1997
- Lecturas no obligatorias (Lektury nadobowiązkowe, 1992), prosa; traducción de Manel Bellmunt Serrano, Alfabia, Barcelona, 2009[7]
- Instante (Chwila, 2002), trad. Gerardo Beltrán, Abel A. Murcia; Igitur, Tarragona, 2004
- Poesía no completa, antología, trad. Gerardo Beltrán, Abel A. Murcia, con una introducción de Elena Poniatowska; Fondo de Cultura Económica, México, 2002 (2ed. 2008, con actualización bibliográfica)
- Dos puntos (Dwukropek, 2005), trad. Gerardo Beltrán, Abel A. Murcia; Igitur, Tarragona, 2007
- El gran número (Wielka liczba, 1976), Hiperión, Madrid, 2008
- Poemas escogidos, antología, trad. Ángel Zuazo López; La Habana, Unión de escritores y artistas de Cuba, 2008
- Amor feliz y otros poemas (Miłość szczęśliwa i inne wiersze, 2007), antología, trad. Gerardo Beltrán, Abel A. Murcia; Bid & co. editor, Caracas, 2010
- Aquí (Tutaj, 2009), trad. Gerardo Beltrán y Abel A. Murcia; edición bilingüe, Bartleby, Madrid, 2009[8]
- Y hasta aquí, trad. Gerardo Beltrán y Abel A. Murcia (Posdata Ediciones, Monterrey, 2012). En colaboración con Gerardo Beltrán.
- Hasta aquí (Wystarczy, 2012), trad. Abel A. Murcia y Gerardo Bertrán; edición bilingüe. Bartleby. Madrid, 2014.
- Saltaré sobre el fuego. Traducción de Gerardo Beltrán y Abel A. Murcia. Nórdica Libros. Madrid, 2015.
- Antología poética (1945-2006). Traducción de Elzbieta Bortklewicz. Visor Libros, Madrid, 2015.
- Prosas reunidas, trad. Manel Bellmunt. Malpaso. Barcelona, 2017.
- Correo literario (Poczta literacka), trad. Abel A. Murcia y Katarzyna Mołoniewicz. Nórdica Libros. Madrid, 2018.
- Canción negra (Czarna piosenka), trad. Abel A. Murcia y Katarzyna Mołoniewicz, il. Kike de la Rubia. Nórdica Libros. Madrid, 2020.
- Escribe si vendrás. Correspondencia (1967-1985) (Najlepiej w życiu ma twój kot. Listy, 2016), en colaboración con el escritor Kornel Filipowicz; trad. Teresa Benítez, Katarzyna Mołoniewicz y Abel A. Murcia. Las afueras. Barcelona, 2023.
- Poesía completa (Wiersze wszystkie, 2023), trad. Abel A. Murcia, Gerardo Beltrán y Katarzyna Mołoniewicz. Visor Libros. Madrid, 2024.
- Cómo llegar a ser (o a no ser) Escritor. Respuestas al Correo Literario, trad. Abel A. Murcia y Katarzyna Mołoniewicz. Ediciones Universidad Austral de Chile. Valdivia. 2025.[9]